# St. Andreas (Emsbüren)

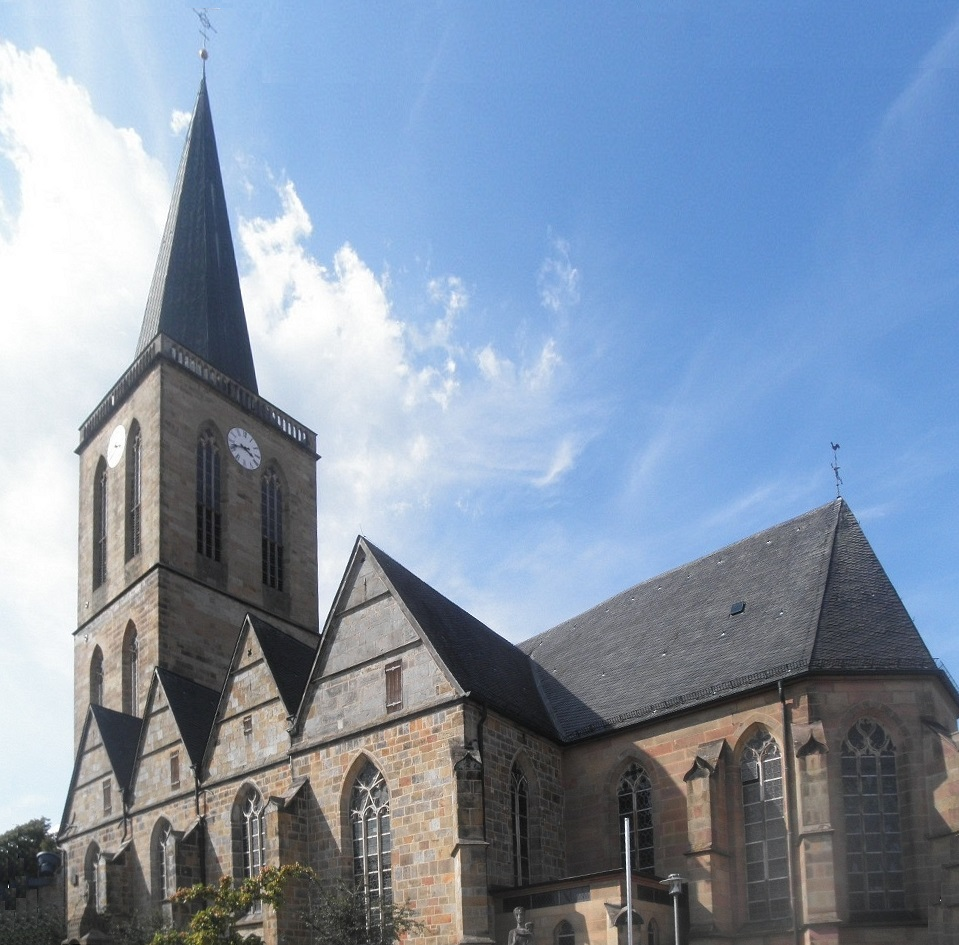
St. Andreas in Emsbüren

St. Andreas ist die römisch-katholische Kirche in Emsbüren, einem größeren Ort zwischen Nordhorn und Spelle im Landkreis Emsland. Sie gehört zum Dekanat Emsland-Süd des Bistums Osnabrück und ist Teil der Pfarreiengemeinschaft St. Andreas (Emsbüren), Abt St. Antonius (Engden), St. Johannes der Täufer (Elbergen) und St. Marien (Listrup).

## Geschichte
Es gibt Hinweise, dass sich der erste Bischof von Münster, der heilige Liudger, um 800 in Emsbüren aufhielt, als er auf dem Weg nach Friesland war. Ob er damals eine Kirche gegründet hat, ist ungewiss. Im 12. Jahrhundert erhielt die Kirche eine romanische Bauform. Das romanische Tor an der Südseite zeugt davon, ebenso der Taufstein. Im 15. Jahrhundert wurde die Kirche gotisiert. Das südliche Seitenschiff wurde angebaut. An dieser Außenwand wurde 1769 eine Sonnenuhr angebracht.
In der Mitte des 19. Jahrhunderts wurde das Nordschiff angebaut. Seitdem ist die Andreaskirche eine vierjochige dreischiffige Hallenkirche. 1858 erhielt die Kirche einen ⅝-Chorschluss. Der imposante 78 m hohe neugotische quadratische Kirchturm im Westen mit einem sechsseitigen Pyramidenhelm wurde 1867 erbaut.
1881 wurde der Kreuzweg in der Kirche an der nördlichen und südlichen Seitenwand angebracht. 1906 erhielt die Kirche im Altarraum zwei Chorstühle. 1908 wurde ein neugotischer Hochaltar errichtet. 1909 wurden das Weihnachts- und das Pfingstfenster eingebaut, 1911 zwei Apostelfenster, 1912 das Marienbild im Turm, 1925 weitere Heiligenfenster.
1948 erwarb die Kirchengemeinde fünf neue Glocken. In den beiden Weltkriegen mussten bis auf eine alle Glocken abgegeben werden. 1964 erhielt die Kirche das Westfenster über dem Hauptportal. 1965 wurde das neue Hauptportal eingesetzt. In den 1970er Jahren wurde die Kirche renoviert. Dabei wurden die Gewölbekappen des Turms neu gestaltet. 2019 wurden der Zelebrationsaltar und der Ambo im Chorraum aufgestellt und das Beichtzimmer im vorderen südlichen Bereich geschaffen. Gleichzeitig wurde die gesamte Kirche saniert.

## Gebäude und Ausstattung
Die geostete Sandsteinkirche mit drei gleich hohen Schiffen hat fünf Rundpfeiler und einen ellipsenförmigen Pfeiler vorne links. Die Bankreihen in den Seitenschiffen sind so breit wie eine Bankreihe im Hauptschiff.
Der größte Teil des Gewölbes besteht aus Kreuzrippen, das östliche Mittelschiffjoch hat ein Sterngewölbe.
Über dem Langhaus befinden sich zusätzlich zum Satteldach vier quergerichtete Satteldächer mit seitlichen Giebeln.
Das dreiflügelige Hauptportal zeigt Szenen aus dem Leben des hl. Andreas, des Namensgebers der Kirche. Die von der Firma Petit & Gebr. Edelbrock aus Gescher gegossene linke Bronzetür zeigt die Berufung der Apostelbrüder Andreas und Petrus, das mittlere Reliefbild zeigt Andreas mit dem Andreaskreuz, die rechte Tür zeigt die Brotvermehrung mit Andreas, einem Kind und Jesus.
An der Nordwestseite befindet sich das Elisabethportal (hl. Elisabeth als Vorbild tätiger Liebe), an der Südwestseite das Ludgeriportal (hl. Ludger als Missionar).
Beim Betreten des Vorraums sieht man auf der linken Seite ein geschnitztes Marienbild aus der Werkstatt Becker in Wiedenbrück. Durch eine Glastür gelangt man zum eigentlichen Gotteshaus. Der Blick fällt auf den Hochaltar und die Chorfenster. Den Flügelaltar mit der Kreuzigungsgruppe in der Mitte und dem erhöhten Christus und dem Tabernakel unterhalb schuf der Bildhauer Anton Becker aus Wiedenbrück. Die Farbgebung und Vergoldung gestaltete der Wiedenbrücker Maler Eduard Goldkuhle. Die vier großen geschnitzten Bildtafeln stellen den Leidensweg Christi und die vier Geheimnisse des schmerzhaften Rosenkranzes dar.
Auf dem Sockel des Altartisches ist das Lamm Gottes dargestellt, links davon sind Mose und David zu sehen, rechts die Propheten Jesaja und Maleachi.
Neben dem Tabernakel erkennt man die vier abendländischen Kirchenväter: links Augustinus und Papst Gregor den Großen, rechts Hieronymus und Ambrosius. Links neben dem Hochaltar ist das Ewige Licht angebracht.
Den Zelebrationsaltar und den Ambo aus Baumberger Sandstein schuf der Künstler Albert Bocklage aus Vechta. Das Reliquiar ist vor dem Altar in den Boden eingelassen.
Links vom Altar, über der Sakristeitür, befindet sich das Verkündigungsfenster. Der Erzengel Gabriel bringt Maria die Botschaft von der Menschwerdung Gottes in Jesus.
Links neben dem Hochaltar ist das Weihnachtsfenster aus der Hofglasmalerei Zettler zu sehen. Es zeigt in großer Farbenpracht die Geburt Jesu im Stall zu Bethlehem.
Das Pfingstfenster auf der Südseite des Altarraums stellt Maria mit den Aposteln dar. Die Taube im obersten Viertel ist ein Symbol des Heiligen Geistes.
Im Kirchenraum fallen die beiden Apostelfenster aus der Hofglasmalerei Zettel in München auf. Im nördlichen Seitenschiff sind Jakobus der Ältere, Petrus und Paulus in eindrucksvoller Farbgebung dargestellt. Gegenüber im südlichen Seitenschiff sind Johannes, Andreas und Matthäus in ähnlicher Weise gestaltet.
Weitere Fenster der Firma Gühlke & Neuer aus Münster zeigen auf der Nordseite die hl. Elisabeth, auf der Südseite den hl. Nikolaus und jeweils halb so breit die hl. Agnes und den hl. Aloisius.
Das Westfenster über dem Hauptportal zeigt die Aussendung der Apostel mit dem verherrlichten Christus in der Mitte. Die Firma Bernhard aus Telgte fertigte dieses große Fenster.
Im Mittelgang der Kirche steht der aus Bentheimer Sandstein gefertigte zylindrische Taufstein mit romanischen Bogenreihen.
An der Rückwand des Hauptschiffs ist auf der linken Seite eine große Holzstatue des hl. Andreas zu sehen. Sie wurde vom Osnabrücker Künstler Ludwig Nolde geschaffen.
Gegenüber befindet sich eine Stele mit einem Glaskubus. Diese enthält ein Bronzegefäß des Künstlers Ernst Suberg aus Olsberg (Sauerland) mit einer Reliquie des hl. Ludger.
Das Erinnerungsbuch links daneben führt die Namen der Gefallenen der beiden Weltkriege auf.
Die zweimanualige Orgel aus der Orgelwerkstatt Kreienbrink in Osnabrück hat 31 Register mit 2133 Pfeifen. Den Orgelprospekt gestaltete Ernst Suberg aus Olsberg (Sauerland).
Die Kirche hat insgesamt fünf Glocken. Die Johannisglocke, gegossen im Jahr 1699 in Deventer, hat den Ton as’, die Glocken aus dem Jahr 1948, gegossen von der Firma Petit & Gebr. Edelbrock aus Gescher, haben die Töne c’ (Andreasglocke), d’ (Josefsglocke), e’ (Marienglocke) und g’ (Johannesglocke).